# Polens fodboldforbund
Polski Związek Piłki Nożnej (PZPN) er Polens nationale fodboldforbund og dermed det øverste ledelsesorgan for fodbold i landet. Det administrerer de polske fodbolddivisioner og landsholdet og har hovedsæde i Warszawa.
Forbundet blev grundlagt i 1919. Det blev medlem af FIFA i 1923 og medlem af UEFA i 1955.

## Ekstern henvisning
- PZPN.pl

| Fodbold | Spire Denne artikel om en fodboldorganisation er en spire som bør udbygges. Du er velkommen til at hjælpe Wikipedia ved at udvide den. |